# Алкоркон
Алкоркон (на испански: Alcorcón) е град в Испания. Населението му е 168 141 жители (по данни към 1 януари 2017 г.), а площта 33,70 кв. км. Основан е през 13 век. Намира се на 695 м н.в. в централната част на страната в часова зона UTC+1. Името му има арабски произход.